# Evolved Laser Interferometer Space Antenna
A Evolved Laser Interferometer Space Antenna ou Antena Espacial de Interferômetro a Laser, ou ainda como é conhecida pela abreviação de cada uma de suas primeiras letras, eLISA, é um sistema de três satélites da Agência Espacial Europeia com previsão de lançamento em 2034.

## Projeto
O projeto inicialmente contava com a colaboração das agências espaciais européia e a NASA, no entanto, em 8 de abril de 2011, a NASA anunciou que seria incapaz de continuar sua parceria LISA com a Agência Espacial Europeia. O projeto visa através do posicionamento dos satélites em pontos em volta do sol, que estes satélites irão enviar uns aos outros raios laser, de forma que estabeleçam o traçado de um triângulo equilátero, ou seja, os ângulos intercessão serão de 60 graus em todos os três lados. Estima-se que o tamanho do triângulo que será formado seja de aproximadamente cinco milhões de quilômetros.

## Objetivo
O sistema LISA será capaz detectar ondas de choque gravitacionais emitidas menos de um trilhonesimo de segundo após o Big Bang. Toda onda gravitacional que atingir o LISA afetará os lasers, e essa distorção mínima será captada pelos instrumentos, registrando a colisão de dois buracos negros, ou o próprio Big Bang após o choque. Segundo os cientistas e engenheiros envolvidos, o sistema será tão sensível que poderá medir distorções de apenas um décimo do diâmetro de um átomo. Isto posto, será a humanidade capaz, através deste, de testar várias hipóteses propostas para o universo anterior a Grande Explosão (ou Big Bang, como o termo é conhecido em inglês), inclusive a teoria das cordas.

## LISA Pathfinder
LISA Pathfinder (LPF) é constituído por uma única nave espacial com um dos braços do interferômetro LISA/Elisa reduzido para cerca de 38 cm, de modo que ele se encaixe dentro de uma única nave espacial. LPF foi lançado em 3 dezembro de 2015 e vai experimentar as tecnologias-chave de LISA/eLISA no espaço.